# Людовик, граф Вермандуа
Людовик де Бурбон, легитим де Франс, граф де Вермандуа (фр. Louis de Bourbon, Légitimé de France, comte de Vermandois; 2 октября 1667 года, Сен-Жерменский дворец, Сен-Жермен-ан-Ле — 18 ноября 1683 года, Кортрейк) — французский принц, незаконнорожденный сын Людовика XIV и фаворитки Луизы де Лавальер. Также известен как Людовик де Вермандуа (фр. Louis de Vermandois). Он умер в 16 лет не женатым и без потомства. Имя Людовика связывали с «Тайной узника в железной маске ».

## Биография

### Ранняя жизнь
Побочный сын Людовика XIV и герцогини де Лавальер родился 2 октября 1667 г. в Сен-Жерменском дворце. Был наречён в честь своего отца.  При рождении получил фамилию де Бурбон, как и его старшая сестра Мария Анна, а не де Франс, так как был не легитимизированным; назначен генерал-адмиралом, на место герцога Бофора. В детстве называл свою мать Belle Maman из-за её красоты. Людовик был узаконен в 1669 году, получил от своего отца титул графа де Вермандуа и звание адмирала Франции, что позволило королю Солнце сохранить контроль над флотом в течение многих лет.  Воспитание графа было поручено жене первого министра короля мадам Кольбер. 
Однако Людовик XIV влюбился в замужнюю  маркизу де Монтеспан. Чтобы скрыть двойное прелюбодеяние, король заставил сожительствовать де Монтеспан и мать Людовика. Герцогиня де Лавальер служила «ширмой» ослепительной маркизе, которая обращалась с ней как со служанкой. В 1670 году болезнь (возможно выкидыш) матери Людовика привела к её покаянию, она задумала искупить свои грехи и уйти в религию. Такая перспектива не удовлетворила короля и маркизу, которая только что  подарила Людовику XIV ребёнка.
В 1674 году герцогиня де Лавальер решила вступить в Кармелитский орден после того, как публично попросила прощение у королевы Марии Терезии и передала своих детей на попечение невестке короля принцессе Елизавете Шарлотте, герцогине Орлеанской.

### Жизнь в Пале-Рояль
После отъезда своей матери Людовик жил в парижском дворце Пале-Рояль вместе со своим дядей герцогом Филиппом I Орлеанским и его женой Елизаветой Шарлоттой Пфальцской. С последней граф де Вермандуа очень сильно сблизился, несмотря на известную неприязнь герцогини Орлеанской к бастардам Людовика XIV. Привязанность тёти и племянника никогда не ослабевала.
Находясь при дворе своего распутного дяди, в 1681 году Людовик познакомился с шевалье де Лорреном, самым известным любовником герцога Орлеанского. Молодой граф связался и с окружением шевалье (включая принца Конти), присоединившись к группе молодых аристократов под названием «La Sainte Congregation des Glorieux Pédérastes» (Святое братство славных педерастов), которые практиковали le vice italien.
Когда Людовик XIV узнал о существовании такой группы и о причастности к ней своего сына, он приказал высечь графа и сослать его, шевалье де Лоррена и нескольких других знатных членов. Чтобы скрыть этот скандал было предложено как можно скорее женить молодого Людовика; предполагаемой невестой была Анна Луиза Бенедикта де Бурбон (дочь принца де Конде).

### Изгнание и смерть
В июне 1682 года граф де Вермандуа был сослан в Нормандию. Чтобы сгладить разногласия между отцом и сыном, тётя Людовика Елизавета Шарлотта предложила королю отправить его солдатом во Фландрию, находившуюся тогда под французской оккупацией. Король согласился с этим предложением, и его сына послали на осаду Кортрейка. Именно там Людовик и заболел. Граф отчаянно хотел вернуть любовь отца и продолжал сражаться, несмотря на совет королевского врача маркиза де Моншеврейля вернуться в Лилль, чтобы начать лечение.

Людовик умер 18 ноября 1683 года во Фландрии в возрасте 16 лет. Его похоронили в Кафедральном соборе Арраса. Любящая сестра и тетя были сильно потрясены его смертью. Отец, однако, не проронил ни слезинки. Его мать, все еще одержимая грехом своего предыдущего романа с королем, сказала, услышав о смерти сына:
Мне следовало бы оплакивать его рождение гораздо больше, чем смерть.

## Легенда
Автор «Тайных записок к Истории Персидского двора» (Mémoires secrets pour servir à l’histoire de la cour de Perse, Амстердам, 1745) вздумал подозревать в нём молодого человека с таинственной судьбой, прозванного «Железной маской». Сен-Фуа в последнем томе сочинения  Essais historiques sur Paris и другие опровергали предположение уже на основании того факта, что «Железная маска» умер в Бастилии в 1703 году.